# ホールデン・ロベルト
ホールデン・アルヴァロ・ロベルト（Holden Álvaro Roberto、1923年1月12日 – 2007年8月2日）は、アンゴラの民族主義者、政治家。アンゴラ民族解放戦線（FNLA）の創設者、指導者。コンゴ族出身。アンゴラの公用語であるポルトガル語に近く表記するならば、オールデン・アルヴァロ・ロベルトとなる。

## 生い立ち、初期の経歴
1923年1月12日ガルシア・ディアシワ・ロベルト（Garci'a Diasiwa Roberto）とジョアナ・ララ・ネカカ（Joana Lala Nekaka）夫妻の子として、ポルトガル領アンゴラのサン・サルヴァドル（現在のンバンザ・コンゴ / M'banza-Kongo）に生まれる。生家は旧コンゴ王国の王家に連なる一族とされる。1924年ロベルトの一家は、ベルギー領コンゴ（現在のコンゴ民主共和国）のレオポルドヴィル（現在のキンシャサ）に移った。幼少年時代にはバプティスト派のミッション・スクールで学び、1940年にミッション・スクールを卒業した。卒業後は、ベルギー領コンゴ総督府の財務省に勤務し、レオポルドヴィル、ブカブ、スタンリーヴィルなどで働いた。1951年アンゴラを訪れ、ポルトガル人に黒人の老人が虐待されているところを目の当たりにしたのが、ロベルトの政治、民族意識を開くきっかけになったとされる。以後もコンゴや北アンゴラの民族主義者から影響を受け、政治意識を高めていった。
なお、この間、1949年から1957年の間にレオポルドヴィルの貿易会社に勤務していたとも言われる。

## 民族主義者として
1956年7月14日ロベルトとバロス・ネカカは、北アンゴラ民族同盟（後にアンゴラ人民同盟に改称）を創設した。ロベルトは北アンゴラ民族同盟の議長として、1958年12月にガーナのアクラで開催された全アフリカ人民会議（AAPC）にアンゴラ代表として出席した。この会議でロベルトは、後のコンゴ民主共和国初代首相となるパトリス・ルムンバや、ザンビア大統領となるケネス・カウンダ、ケニアの民族主義者であるトム・ムボヤ Tom Mboyaに会う。ギニアのパスポートを取得したロベルトはさらに国連本部を訪問した。1961年2月にはジョナス・サヴィンビがアンゴラ人民同盟に加盟した。後にアンゴラ全面独立民族同盟（UNITA）の指導者となるサヴィンビの入党は、ケニアのムボヤとジョモ・ケニヤッタの強い要請を受けたもので、ロベルトはサヴィンビを人民同盟書記長に起用している。
1950年代初め、アンゴラの共産化を防止することを企図したアメリカ合衆国は、アンゴラ内の民族主義運動に着目した。こうしてロベルトの支援を検討したアメリカ国家安全保障会議は、毎年6000ドルを供与し、1962年からは毎年1万ドルを情報収集を名目に供与するようになった。ロベルトはアンゴラ情勢に関して執筆活動を行う一方、アフリカに関係する様々な国際会議に出席している。

## アンゴラ民族解放戦線結成
国連訪問後、キンシャサを訪れたロベルトは、コンゴ人民兵を組織し始めた。1961年3月15日4000から5000人の民兵を率いてアンゴラへ侵入した。ロベルトの民兵組織は、遭遇したものをことごとく虐殺し、約1000人の白人とおそらくそれ以上の黒人を殺害した。アンゴラ侵入に際し、ロベルトは声明を出し「今回は奴隷は萎縮しなかった。彼らはすべてを虐殺した」と述べた。
1961年4月25日アメリカのジョン・F・ケネディ大統領と会談し、支援を引き出したが、後にガーナのクワメ・ンクルマ大統領からは、このときのアメリカからの援助を理由に支援を撤回されている。
1962年3月ロベルトはアンゴラ人民同盟とアンゴラ民主党を合同し、アンゴラ国民解放戦線（FNLA）を結成した。3月27日国外アンゴラ革命政府（GRAE）を樹立し、サビンビを外相に任命した。また、ザイールからの支援を得るため、夫人と離婚しザイール大統領モブツ・セセ・セコの妹婿となった。1960年代にはイスラエルを訪問して1963年から1969年までイスラエル政府から援助を受けている。

## 武装闘争、独立
1964年サヴィンビが、アンゴラ民族解放戦線（FNLA）を脱退し、武装勢力アンゴラ全面独立民族同盟（UNITA）を樹立したことはロベルトにとって不本意なことであった。この頃、周恩来の招きで中国（中華人民共和国）訪問を計画するが、ザイールから分離独立を狙うカタンガ大統領モイーズ・チョンベからコンゴ帰国が不可能になるとされ訪中を断念した。中国とのパイプはその後も続き、1972年から1973年にかけて、タンザニアのジュリウス・ニエレレ大統領の仲介で中国から援助を受けていた。
アンゴラのポルトガルからの独立をめざした武力紛争は、ロベルトのFNLA、サヴィンビのUNITA、アゴスティニョ・ネト率いるアンゴラ解放人民運動（MPLA）の三大勢力が対立しつつ展開していった。ザイールは、ロベルト首班の臨時政府をキンシャサに樹立し、MPLAに対抗して、アンゴラに機甲部隊、空挺部隊を配備した。しかし、MPLAはキューバ軍の支援を受け、ロベルトおよびザイールの意図は挫折を余儀なくさせられた。
このような情勢の中、アンゴラのポルトガル支配はポルトガル本国のクーデター（カーネーション革命）によって、新局面を迎えた。ポルトガル軍事政権の首班となったアントニオ・デ・スピノラ将軍は、1974年7月27日アンゴラの独立を承認する声明を発表した。スピノラはポルトガル軍内部の抗争によって失脚するが、後を襲ったフランシスコ・ダ・コスタ・ゴメス政権もアンゴラの早期独立方針を採り、1975年1月15日ポルトガル政府とアンゴラ解放組織三派はポルトガル南部アルヴォールでの交渉の結果、同年11月11日アンゴラを独立させることが決定した（アルヴォール協定）。

## アンゴラ内戦
アルヴォール協定によって、アンゴラのポルトガルに対する武装闘争は終焉を迎えた。初代大統領には、MPLAのネトが就任した。しかし武装勢力三派の対立、特にFNLAとMPLAの対立は激化。1976年1月にはFNLAはザイール国境線付近まで退却し、ロベルト自身もキンシャサへ逃れて指揮をとった。
同年3月末の武力衝突をきっかけとして、両派は抗争を開始。7月には「死の通りの戦闘」と呼ばれる大規模な軍事衝突が起こりFNLAはザイールへ敗走した。軍事力が弱体なUNITAは両派の武力闘争には関与せず、国内における政治的基盤を強化するべく運動方針を決定していた。しかし、UNITAのルアンダ事務局が8月にMPLAに攻撃されたことから、両派は衝突し、結局三派の闘争はアンゴラ全土へ拡大し、アンゴラ内戦が勃発する。ネトが親ソ路線をとったのに対し、ロベルトは民族主義、反共主義、親米路線を採った。アンゴラ内戦は東西冷戦の代理戦争の様相を呈した。
1991年FNLAとMPLAはビセセ合意（Bicesse Accords）に合意した。ロベルトはアンゴラ帰国を許可され、1992年大統領選挙に立候補したが、2.1パーセントを獲得するに留まった。同年に行われた人民議会選挙では、FNLAは5議席を獲得したが、政府に参加することを拒否した。
2007年8月2日心臓疾患のためルアンダで死去。84歳。ロベルトの死に際し、MPLAのジョゼ・エドゥアルド・ドス・サントス大統領は、声明を出し、「ホールデン・ロベルトは、祖国解放闘争における先駆者の一人である」と賞賛した。